# Xuân Nội
Xuân Nội là một xã thuộc huyện Trùng Khánh, tỉnh Cao Bằng, Việt Nam.

## Địa lý
Xã Xuân Nội nằm ở phía tây huyện Trùng Khánh, có vị trí địa lý:
- Phía đông giáp xã Quang Trung và xã Trung Phúc
- Phía tây giáp thị trấn Trà Lĩnh và xã Cao Chương
- Phía nam giáp huyện Quảng Hòa
- Phía bắc giáp Trung Quốc và xã Tri Phương.

Xã Xuân Nội có diện tích 29,43 km², dân số năm 2019 là 1.376 người, mật độ dân cư đạt 47 người/km².
Trên địa bàn xã Xuân Nội có các ngọn núi như Chang Rằng, Keng Đuống, Khau Sảng, Nà Giang, Lũng Giảo, Lũng Rỉ, Nà Giốc, Nà Lếch, Pác Mác và đồi Tểnh Nà và đồi Tểnh Ít cùng hai Thung lũng Mười và Thung lũng Hoài. Tỉnh lộ 211 chạy qua địa bàn xã theo chiều đông - tây.

## Lịch sử
Trước đây, xã Xuân Nội thuộc huyện Trà Lĩnh.
Đến năm 2019, xã Xuân Nội được chia thành 10 xóm: Bản Khuổi - Lũng Rả, Đông Luông, Làn Hoài - Tẩư Kéo, Lũng Tung, Mán Đâư, Súm Trên, Súm Dưới, Lũng Noọc, Nà Ngỏn, Nà Lếch - Nà Rưởng.
Ngày 9 tháng 9 năm 2019, Hội đồng Nhân dân tỉnh Cao Bằng ban hành Nghị quyết số 27/NQ-HĐND về việc:
- Sáp nhập hai xóm Lũng Noọc và Nà Ngỏn thành xóm Lũng Noọc - Nà Ngỏn
- Sáp nhập hai xóm Nà Lếch - Nà Rưởng và Đông Luông thành xóm Bản Mán
- Sáp nhập hai xóm Súm Trên và Súm Dưới thành xóm Bản Súm.

Ngày 1 tháng 3 năm 2020, huyện Trà Lĩnh giải thể, xã Xuân Nội được sáp nhập vào huyện Trùng Khánh.

## Hành chính
Xã Xuân Nội được chia thành 7 xóm: Bản Khuổi - Lũng Rả, Bản Mán, Bản Súm, Làn Hoài - Tẩư Kéo, Lũng Tung, Lũng Noọc - Nà Ngỏn, Mán Đâư.